# 黑海参
黑海参（学名：Holothuria atra）为海参科海参属的动物。分布于印度-西太平洋区域、台湾以及中国的海南岛、西沙群岛等地，一般栖息于珊瑚礁区以及平静、海草多和有机质丰富的沙底。该物种的模式产地在印度尼西亚。